# شکل پیچیده ری-اوستریت
شکل پیچیده ری-اوستریت (انگلیسی:Rey–Osterrieth complex figure) نوعی آزمون اعصاب و روان است که ابتدا توسط
 آندره ری پیشنهاد و سپس در سال ۱۹۴۴م، به همت پل الکساندر اوستریت تکمیل و مورد استفاده قرار گرفته‌است. در این آزمون از متقاضی می‌خواهند که همزمان با نگاه کردن به یک الگوی نسبتاً پیچیده از خطوط، تا حد ممکن به صورت دقیق این تصویر را به وسیله مدادی بر روی قطعه ای کاغذ، باز سازی کند. سپس از متقاضی درخواست می‌شود تا بدون نگاه کردن به الگو و تنها با اتکا به قوه حافظه بار دیگر همان شکل را رسم کند. به این ترتیب با توجه به حاصل کار و میزان دقت، قوای درک و بازده تصویر در شخص ارزیابی شده و با توجه به سن متقاضی نارسایی‌های غیرعادی شناسایی می‌شوند. این آزمون می‌تواند در چند نوبت و با طول تأخیر یشتر تکرار شود. هدف از این آزمون علاوه بر سنجش توان ذهنی درک تصویر، ارزیابی قدرت حافظه کوتاه مدت، بلند مدت و حافظه کاری و همچنین مهارت‌های حرکتی است. امروزه این آزمون یا انواع مشتق از آن به صورت گسترده‌ای در معاینات روانی و عصبی پذیرفته شده و به کار می‌رود. با این حال در جزئیات اجرایی و معیارهای سنجش همچنان در حال تکمیل و توسعه است و می‌تواند محل اختلاف نظر باشد.